# Cystorchis saprophytica
Cystorchis saprophytica är en orkidéart som beskrevs av Johannes Jacobus Smith. Cystorchis saprophytica ingår i släktet Cystorchis, och familjen orkidéer. Inga underarter finns listade i Catalogue of Life.